# Mondiaal dorp
Mondiaal dorp (Engels: Global Village) is een term die gemunt is door Marshall McLuhan in zijn boeken The Gutenberg Galaxy: The Making of Typographic Man (1962) en Understanding Media: The Extensions of Man (1964). Het beschrijft de trend van massamedia die de tijds- en plaatsbarrières van de menselijke communicatie steeds meer wegneemt waardoor mensen op een mondiale schaal kunnen communiceren. De wereld is daardoor zogezegd in een dorp veranderd. Het internet en het World Wide Web worden vaak gezien als de daadwerkelijke voltrekking van het mondiale dorp.

## Achtergrond
De echte doorbraak van de global village in met name het internationale communicatieverkeer kwam tot stand door de inzet van de Britse reclamemakers de gebroeders Saatchi. 
Op zoek naar nieuwe markten voor het eigen reclame- en marketingadviesbureau in Londen richtten zij rond 1970 hun pijlen op de Verenigde Staten. Daar merkten zij dat grote Amerikaanse firma's nauwe en langdurige banden hadden met eigen Amerikaanse reclamebureaus die aanvankelijk onbreekbaar bleken. 
De Saatchi's organiseerden echter een -zo bleek naderhand uitmuntende - promotiecampagne voor het eigen bedrijf, waarin zijn stelden als enige over dé oplossing te beschikken voor permanente markt-, omzet- en winstgroei in een wereld die inmiddels een grote Global village was geworden.
Door deze overal in Amerika uitgedragen campagneboodschap over 'Global village', ging deze slogan in de periode erna een vrijwel eigen leven leiden: van gehaaide marketingtruc ten behoeve van één Brits reclamebedrijf raakte het gaandedeweg populair en werd tot een vrijwel algemeen soort 'leidend' filosofisch beginsel met name in de internationale politiek.

## Experimenten
Een voorbeeld van een experiment rond de global village is het Small World-experiment van Stanley Milgram, een Amerikaans sociaal psycholoog. In 1967 stuurde hij dezelfde brief naar 160 willekeurige adressen in de Verenigde Staten. In de brief werd de bedoeling van het experiment uitgelegd: de eindbestemming was een beursmakelaar in Boston. Als de deelnemers van het experiment de makelaar kenden, dienden ze de brief direct naar hem door te sturen. Als ze hem niet kenden, werd hun gevraagd de brief door te sturen naar iemand van wie ze dachten dat die persoon dichter bij de makelaar stond dan zijzelf. Van de 160 brieven kwamen er 42 aan in Boston, in gemiddeld zes stappen.

## Eindeglobal village-stadium?
Volgens sommige critici is het global village-stadium inmiddels alweer gepasseerd. Zo beweerde Manuel Castells in 1998 dat de casino society zich nu had aangediend.